# Break (canção de Kero Kero Bonito)
"Break" é uma canção da banda de indie pop britânica Kero Kero Bonito, sendo o terceiro single de seu primeiro álbum de estúdio, Bonito Generation (2016).

## Lançamento
"Break" foi lançado em 13 de junho de 2016. O remix de Jonah Baseball foi lançado como parte do EP Bonito Retakes (Remixes) em 30 de maio de 2017.

## Vídeo musical
O vídeo oficial da música foi lançado em 7 de março de 2016 e enviado para o YouTube. O vídeo apresenta Sarah Bonito "fazendo uma pausa" (ou seja, sentada e quieta) em uma cadeira em vários contextos e locais.

## Recepção crítica
Leah Levinson, do Tiny Mix Tapes, escreveu que a música "encontra Sarah em sua pseudo-ingenuidade mais carismática, enquanto ela narra sua navegação despreocupada pelo mundo... A ambivalência franca de sua personagem é essencial para seu desempenho tanto do fofo quanto do maluco."

## Faixas e formatos
Download digital e streaming
1. "Break" – 3:17

## Histórico de lançamento
| Região      | Data                | Formato(s)       | Gravadora         |
| ----------- | ------------------- | ---------------- | ----------------- |
| Reino Unido | 13 de junho de 2016 | Download digital | Double Denim Sony |